# Стамбул (вилайет)
Стамбульский или Константинопольский вилайет  (тур. İstanbul Vilayeti) — вилайет Османской империи, который располагался на берегах Босфорского пролива. Образован в 1864 году из части эялета Эдирне. Прекратил существование в 1922 году со свержением монархии и ликвидацией Османской империи.

## История
В 1864 году в результате реформы времен Танзимата из эялета Эдирне было выделен район Стамбула, который преобразован в отдельный вилайет (по примеру европейских государств). В 1876 году из вилайета Архипелаг в состав Стамбульского вилайета были присоединены земли санджака Бига.
Он имел особую организацию, так как находился в непосредственном подчинении министра полиции (Zabtiye Naziri), который исполнял роль, эквивалентную губернатору (Вали).
В 1878 году после поражения Османской империи в русско-турецкой войне в районе Сан-Стефано, вилайет Стамбул, был подписан предварительный мирный договор. Вместе с тем удалось сохранить вилайет от оккупации российскими войсками. В том же году в вилайете были разделены должности министра полиции и вали. С этого времени стали назначать гражданских губернаторов (поэтому ряд исследователей с этого года считает фактическое существование Стамбульского вилайета).
В 1919 году после поражения Османской империи в Первой мировой войне провинция Стамбул стала базой для султанских войск и их сторонников, которые пытались сохранить монархию. В 1920 году вилайет был оккупирован греческими войсками. Впрочем, по результатам греко-турецкой войны в 1922 году вилайет вошел в состав Турецкой республики, однако сам Стамбул потерял столичный статус. Превращен в провинцию Стамбул.

## Структура
Вилайет состоял из 4 санджаков:
- Стамбульский санджак имел 4 казы: Фатих-Султан-Мехмед, Эюп, Картал, Кизиладалар.
- Санджак Пера — 3 казы: Пера, Галата, Еникёй
- Ускюдарский санджак — 2 казы: Ускюдар, Бейкоз
- Санджак Бююкчекмедже — 2 казы: Бююкчекмедже и Чаталджа.

## Население
На 1914 год насчитывалось 560 434 мусульманина, 205 752 — православных, 82 880 — армян, 52 126 — иудеев. Всего в вилайете проживало 909 978 человек. В национальном плане здесь были представлены все народы империи, прежде всего турки, греки, армяне, курды, албанцы, черкесы, крымские татары, арабы.